# Mira Simian
Mira Simian (n. 16 mai 1920, Râmnicu Vâlcea, Vâlcea, România – d. 2 iulie 1978, Hawaii, SUA) a fost o poetă, traducătoare, profesoară universitară și pictoriță română, soția lui Ștefan Baciu.

## Educație și carieră
Mira Simian s-a născut în Râmnicu Vâlcea, într-o familie de politicieni și industriași. Tatăl ei, Dinu Simian, a fost un fruntaș al Partidului Național Liberal, apoi membru al Partidului Național Țărănesc, condus de Iuliu Maniu și Ion Mihalache. Mama ei, Constanța Bejan, a fost fiica lui Iosif Paslawsky-Bejan, un farmacist polonez căsătorit în România. Farmacia lui, „La Coroana Regală”, era cea mai veche farmacie din Oltenia. În această casă s-a născut Mira în anul 1920.
Mira a intenționat să urmeze Facultatea de Litere a Universității din Sorbona, dar din cauza celui de-al doilea război mondial, a urmat cursurile Facultății de Farmacie din București, pe care a absolvit-o în 1942. În timpul studiilor l-a cunoscut pe poetul și jurnalistul Ștefan Baciu, cu care s-a căsătorit în 1945.
Din motive politice, cei doi au părăsit România în 1946. Stabiliți doi ani în Elveția, Mira a lucrat ca farmacistă, la Zytglogge Apotheke din Berna. În martie 1949 s-au stabilit în Brazilia, la Rio de Janeiro, după ce au convins Organizația Internațională a Refugiaților de neimplicarea lor în misiuni secrete.
În Brazilia, Mira a lucrat la început ca farmacistă, apoi s-a impicat în mediile culturale și artistice. A predat limba și literatura franceză, fiind traducătoare din limba franceză la conferințe internaționale. A făcut parte din echipa de translatori de la Camera Deputaților din Rio de Janeiro și a organizat personal multe conferințe internaționale, printre care Conferința Pen-Club în 1960.
A fost secretar executiv al Congesului pentru Libertatea Culturii - secțiunea Brazilia, iar împreună cu soțul ei a lucrat în redacția pulicației oficiale a acestuia, Cadernos Brasileiroas. A organizat reuniuni artistice pentru Cercul cultural Pena Diplomatica Ruy Barbosa, condus de Rafael Barraza Monterossa, ambasador al republicii El Salvador.
În 1962 s-au mutat în Seattle, SUA, unde Mira a predat cursuri de limba spaniolă.
În 1964, au plecat în Hawai, unde s-a angajat la Universitatea din Honolulu, mai întâi ca lector de limba spaniolă (1964-1967), apoi ca profesor de literatură franceză. Mira Simian a fondat Sociétė Paul Claudel au Pacifique, în semn de omagiu pentru pictorul muralist Jean Charlot, care locuia în Hawaii. Împreună cu soțul ei, au editat revista Mele (în limba hawaiiană înseamnă „cântec”, „poezie”, „rugăciune”), în care publicau românii din toate colțurile lumii.
În perioada 1965-1970 a urmat cursuri de filologie la Facultatea de Litere și Științe Umane de la Univesitatea din Strasbourg, studii finalizate cu teza de doctorat „Sentimentul morții în opera lui Eugène Ionesco” (1970). A debutat în 1966, cu volumul de versuri în limba română Farmece, tipărit la Paris.
În 1977 a început să picteze, mai ales peisaje din Hawaii, precum casa, flora, erupția vulcanului Kilauea, dar și peisaje reconstituite din amintirile ei despre Brazilia și România.
A decedat în data de 2 iulie 1978, în spitalul Beverly Manor din Honolulu, Hawaii, fiind bolnavă de cancer.

## Teme literare
Matei Călinescu spunea că Mira Simian a reușit să depășească prin poezie „experiența traumatizantă de a se detașa pentru totdeauna de țara natală, angoasa de a-și pierde Paradisul”. În versurile ei, s-au contopit imagini poetice din regiuni diferite ale lumii: România, Brazilia, Hawaii, Franța, care au creat o „atmosferă supraralistă”.
Proza scurtă, preponderent memorialistică, este centrată pe același sentiment al ruperii de locurile natale, al unei peregrinări impuse de contextul social, politic și istoric. Temele principale au fost frustratea, exilul, adaptarea în locuri străine, mereu cu nostalgia copilăriei în România.
În ceea ce privește eseurile, Mira Simian s-a axat pe cercetarea operei lui Urmuz, Eugen Ionescu, Charles d'Orléans, Pierre Ronsard, Paul Claudel. A scris despre avangarda în literatura română și franceză.

## Opere
Poemele Mirei Simian au apărut în volume publicate în afara țării.

### Poeme
- Farmece (volum de versuri, apărut la Paris în 1966, la Fundația Regală Universitară „Carol I”, și reeditat postum în 1979)
- Houla, Macumba, Hora (cel de-al doilea volum de versuri, apărut, de asemenea, la Paris, în 1973, la Éd. Saint-Germain des Prés, cu o prefață de Jacques Borel și ilustrații de Jacques Hérold)
- Cântec de frunză (cel de-al treilea volum de versuri, apărut în 1976, la San Francisco)
- Fata lui Temelie, proză poetică (Editura Urmuz, 1974)

### Eseuri
- „L'expression du sentiment de la mort dans l'oeuvre de Ionesco”, thèse, Université de Strasbourg, 1969
- „La naissance des obsessions fondamentales d'Eugène Ionesco”
- „Ionesco et le paradis perdu”
- „Evoluția sentimentului morții în opera lui Eugen Ionescu”
- „Charles d’Orléans et Ronsard, poeți de avangardă”

### Opere în manuscris
- Povestea / Cartea Râmnicului, roman

### Studii și articole
- despre Eugène Ionesco:
- La naissance des obsessions fondamentales d’Eugène Ionesco / Nașterea obsesiilor fundamentale ale lui Eugène Ionesco, în: Proceedings of the Pacific Northwest Conference in Foreign Languages, XXII, 1971; Annual Meeting, Oregon State University Press, vol. XXII. Oregon, U.S.A., pp. 1-11.
- Il y a quarante ans Eugène Ionesco débutait comme poète / Sunt patruzeci de ani de când Eugène Ionesco debuta ca poet, în: Proceedings of the Pacific Northwest Conference in Foreign Languages, XXIII, 1972; Annual Meeting, Oregon State University Press, vol. XXIII. Oregon, U.S.A., p.145-149; Acum 40 de ani Eugen Ionescu debuta ca poet – Mira Simian despre debutul lui Eugen Ionescu, în: Forum V, revistă de cultură. Râmnicu-Vâlcea, România, nr. 3-4 (12-13), trim. III-IV/2009, pp. 1-3
- Eugen Ionescu și întâlnirea cu moartea, în: Destin, Madrid, Spania, 1972, nr. 24-25, pp. 185-193
- Ionesco et le Paradis perdu / Ionesco și paradisul pierdut, în: Conjonction, Port-au-Prince, Haiti, mai 1972, nr. 116, p. 6.
- Eugène Ionesco, écrivain de l’absurde à l’Académie Française / Eugène Ionesco, scriitor al absurdului, la Academia Franceză, în: Conjonction, Port-au-Prince,Haiti, iulie 1972, nr. 118, pp. 84-88.
- Eugène Ionesco à la guête de l’authenticité / Eugène Ionesco la ora autenticității, în: Présence Francophone, Quebec, nr. 6, 1973, pp. 44-54
- The Romanian Debut of Eugène Ionesco / Debutul românesc al lui Eugène Ionesco, în: The Institute of International Studies of the Office of Education. Department of Slavic and European Languages and Literature, University of Washington, Seattle, mai 1975, pp. 1-17

- despre Paul Claudel:
- Paul Claudel à Honolulu, în: Bulletin de la Société Paul Claudel, Paris, Franța, 1972, nr. 50, pp. 13-14
- Paul Claudel en Hawaii, în: Rencontres Internationales Claudeliennes, Branques, Franța, iulie 1972, pp. 1-5.
- Paul Claudel et la Macumba, în: Bulletin de la Société Paul Claudel, Paris, Franța, 1973, nr. 52, p. 20.
- Documents inédits Paul Claudel - Jean Charlot concernant l’Apocalypse / Documente inedite Paul Claudel - Jean Charlot privitoare la Apocalipsă, în: Paul Claudel in Pacific, Honolulu, Hawaii, mai 1975, nr. 1, pp. 40-51

- despre Urmuz:
- Actualitatea lui Urmuz, în: România, New York, octombrie, 1968, p. 4
- More on Urmuz / Încă ceva despre Urmuz, în: Adam, Londra, 1968, nr. 10/6, p. 2
- La prophétie urmuzienne / Profeția urmuziană, în: Mele, Honolulu, Hawaii, noiembrie 1970, nr. 15, p. 4
- Le Mythe et la Prophétie d’Urmuz / Mitul și profeția lui Urmuz, în: Gradiva, Bruxelles, Belgia, 1972, nr. 3, pp. 12-15
- Urmuz, il Propheta / Urmuz, profetul, în: Quinta Parete, Milano, Italia, 1972, nr. 4, pp. 5-10.

- despre alte subiecte:
- Jacques Borel, L’Adoration, în: Hawaii Language Teacher, Hawaii, vol. 8, nr. 4, decembrie 1966
- La lumière, le mouvement et la musique, éléments de l’unité dans la poésie de Ronsard / Lumina, mișcarea și muzica, elemente de unitate în poezia lui Ronsard, în: Acta Philologica, Roma, Italia, 1967, 20 p.
- Proust en Amérique Latine, în: Bulettin de Rencontres Proustienne de l’été 1971, Institut Collégial Européen, pp. 8-9
- Report of the Grant from the American Philosophical Society / Raportul de finanțare la Societatea Americană de Filosofie, în: Year-Book of the American Philosophical Society, 1974, p. 563

## Omagiu
În mai 2010, la Muzeul de Artă Casa SImian din Râmnicu Vâlcea s-a desfășurat un medalion literar dedicat poetei Mira Simian, cu titlul „Ar fi împlinit 90 de ani”. Au participat scriitorii Doru Moțoc, Felix Sima, Ion Soare, la o expoziție de carte de și despre Mira Simian. Evenimentul a fost organizat de prof. dr. Ioan Șt. Lazăr.